# Séran (brosse)
 (mars 2014).
Pour les articles homonymes, voir Séran.

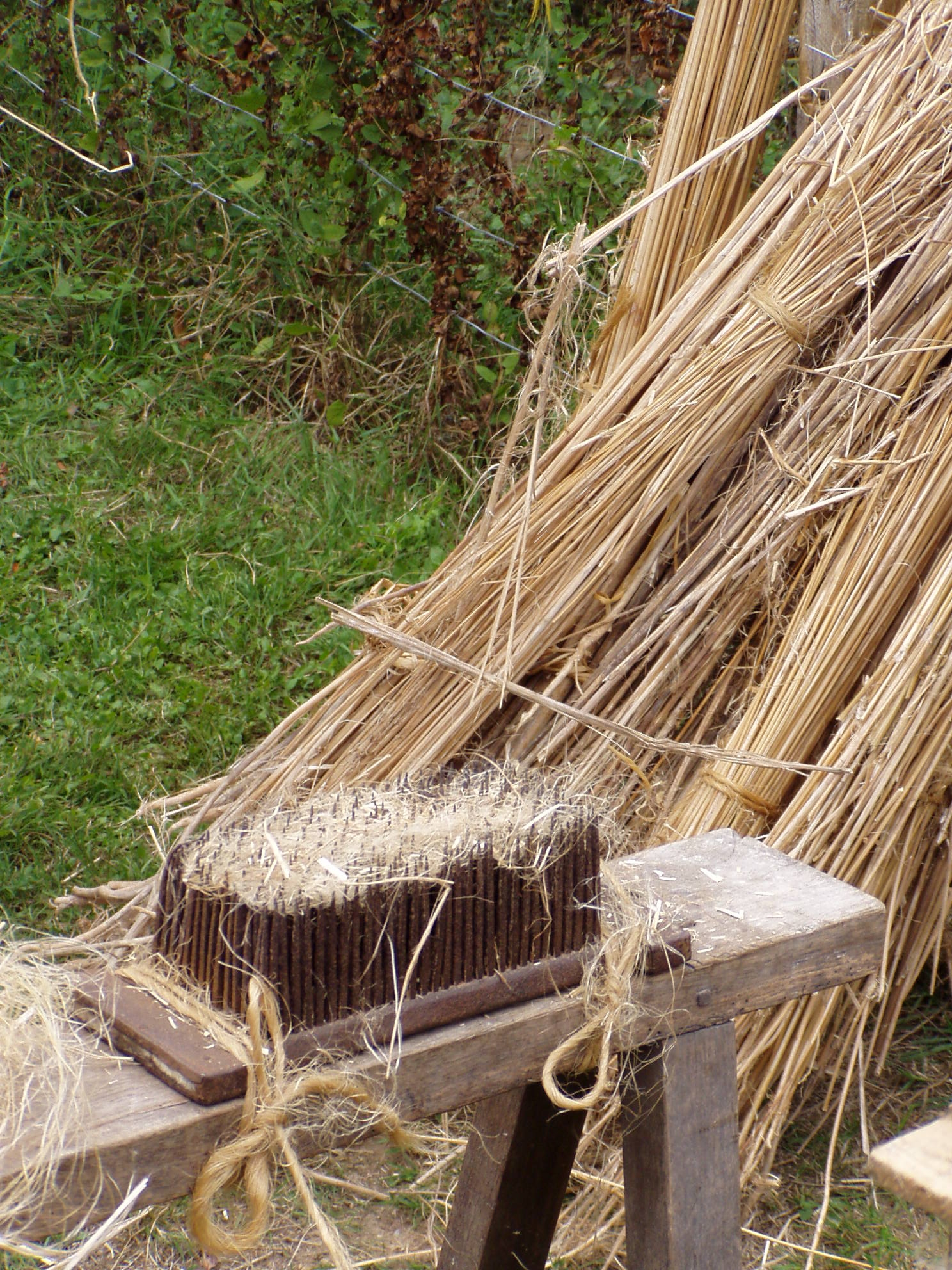
Un séran (peigne à démêler le chanvre)

Un séran était une sorte de brosse métallique utilisée par le peigneur de chanvre pour démêler et diviser la filasse de chanvre.
Il existait différents modèles, aux dents plus ou moins resserrées.
Avant utilisation, le séran était généralement fixé sur un support horizontal ou vertical, le mur d'une grange par exemple.